# Pseudophoxinus zeregi
A Pseudophoxinus zeregi a sugarasúszójú halak (Actinopterygii) osztályának a pontyalakúak (Cypriniformes) rendjébe, ezen belül a pontyfélék (Cyprinidae) családjába tartozó faj.
A Pseudophoxinus halnem típusfaja.

## Előfordulása
Törökország és Szíria területein honos.

## Megjelenése
A hal testhossza legfeljebb 6,5 centiméter.

## Életmódja
Apró rajhal. Tápláléka valószínűleg apró rákok, rovarlárvák és repülő rovarok.